# Ivete Lucas
Ivete Lucas est une réalisatrice et productrice brésilo-mexicaine de films documentaires.

## Biographie
Brésilo-mexicaine installée aux États-Unis après avoir vécu au Mexique, Ivete Lucas a étudié le cinéma à Austin et a été « l'un des 25 nouveaux visages du cinéma indépendant du magazine Filmmaker en 2016 ». Elle travaille avec son compagnon Patrick Bresnan, avec lequel elle a produit et réalisé plusieurs documentaires, dont Pahokee, une jeunesse américaine, tourné « dans un lycée de Floride où 98 % des élèves sont noirs ou latinos ».

## Filmographie
Tous les films ont été coréalisés avec Patrick Bresnan, à l'exception de The Rabbit Hunt, qu'elle a seulement produit.

### Courts métrages
- 2016 : The Send-Off
- 2017 : Roadside Attraction
- 2017 : The Rabbit Hunt (productrice)
- 2018 : Skip Day
- 2021 : Happiness is a Journey

### Longs métrages
- 2015 : One Big Misunderstanding
- 2019 : Pahokee, une jeunesse américaine
- 2022 : Naked Gardens